# Campionati europei di atletica leggera 2022 - 5000 metri piani maschili
La specialità dei 5000 metri piani maschili ai campionati europei di atletica leggera 2022 si è svolta il 16 agosto all'Olympiastadion di Monaco di Baviera, in Germania.

## Podio
| Pos.    | Atleta              | Nazionalità | Tempo    | Note |
| ------- | ------------------- | ----------- | -------- | ---- |
| Oro     | Jakob Ingebrigtsen  | Norvegia    | 13'21"13 |      |
| Argento | Mohamed Katir       | Spagna      | 13'22"98 |      |
| Bronzo  | Yemaneberhan Crippa | Italia      | 13'24"83 |      |

## Situazione pre-gara

### Record
Prima di questa competizione, il record del mondo (RM), il record europeo (EU) ed il record dei campionati (RC) erano i seguenti:
| Record                | Prestazione | Atleta                      | Data                                       | Competizione |
| --------------------- | ----------- | --------------------------- | ------------------------------------------ | ------------ |
| Record mondiale       | 12'35"36    | Joshua Cheptegei Uganda     | 6 maggio 2022 Monaco, Principato di Monaco |              |
| Record europeo        | 12'48"45    | Jakob Ingebrigtsen Norvegia | 10 giugno 2021 Firenze, Italia             |              |
| Record dei campionati | 13'10"15    | Jack Buckner Gran Bretagna  | 31 agosto 1986 Stoccarda, Germania Est     | Europei 1986 |

### Campione in carica
Il campione europeo in carica era:
| Campione | Atleta                      | Prestazione | Data                             | Competizione |
| -------- | --------------------------- | ----------- | -------------------------------- | ------------ |
| Europeo  | Jakob Ingebrigtsen Norvegia | 13'17"06    | 11 agosto 2018 Berlino, Germania | Europei 2018 |

### La stagione
Prima di questa gara, gli atleti europei con le migliori tre prestazioni dell'anno erano:
| Pos. | Atleta                      | Prestazione | Data                                                     |
| ---- | --------------------------- | ----------- | -------------------------------------------------------- |
| 1    | Jakob Ingebrigtsen Norvegia | 13'02"03    | 6 maggio 2022 San Juan Capistrano, Stati Uniti d'America |
| 2    | Mohamed Mohumed Germania    | 13'03"18    | 6 maggio 2022 San Juan Capistrano, Stati Uniti d'America |
| 3    | Isaac Kimeli Belgio         | 13'04"72    | 2 giugno 2022 Montreuil, Francia                         |

## Risultati

### Finale
La finale si è disputata alle ore 21:08 del 16 agosto.
| Pos.    | Nome                   | Nazionalità   | Tempo    | Note                                     |
| ------- | ---------------------- | ------------- | -------- | ---------------------------------------- |
| Oro     | Jakob Ingebrigtsen     | Norvegia      | 13'21"13 |                                          |
| Argento | Mohamed Katir          | Spagna        | 13'22"98 | Miglior prestazione personale stagionale |
| Bronzo  | Yemaneberhan Crippa    | Italia        | 13'24"83 |                                          |
| 4       | Andreas Almgren        | Svezia        | 13'26"48 | Miglior prestazione personale            |
| 5       | Mike Foppen            | Paesi Bassi   | 13'27"93 |                                          |
| 6       | Sam Parsons            | Germania      | 13'30"38 |                                          |
| 7       | Andrew Butchart        | Gran Bretagna | 13'31"47 |                                          |
| 8       | Brian Fay              | Irlanda       | 13'31"87 |                                          |
| 9       | Sam Atkin              | Gran Bretagna | 13'32"35 |                                          |
| 10      | Jonas Glans            | Svezia        | 13'32"71 |                                          |
| 11      | Isaac Kimeli           | Belgio        | 13'33"39 |                                          |
| 12      | Abdessamad Oukhelfen   | Spagna        | 13'33"63 |                                          |
| 13      | Piero Riva             | Italia        | 13'34"09 |                                          |
| 14      | Adel Mechaal           | Spagna        | 13'35"92 |                                          |
| 15      | Jonas Raess            | Svizzera      | 13'36"18 |                                          |
| 16      | Darragh McElhinney     | Irlanda       | 13'39"11 |                                          |
| 17      | Narve Gilje Nordås     | Norvegia      | 13'39"12 |                                          |
| 18      | Elzan Bibić            | Serbia        | 13'39"60 |                                          |
| 19      | Hugo Hay               | Francia       | 13'45"63 |                                          |
| 20      | Davor Aaron Bienenfeld | Germania      | 13'45"70 |                                          |
| 21      | Patrick Dever          | Gran Bretagna | 13'45"89 |                                          |
| 22      | Joel Ibler Lillesø     | Danimarca     | 13'50"24 |                                          |
| 23      | Michael Somers         | Belgio        | 13'57"82 |                                          |
| 24      | Felix Bour             | Francia       | 14'05"84 |                                          |